# Zooloretto
Zooloretto — настільна гра, розроблена Міхаелем Шахтом та випущена у 2007 році компанією Abacus Spiele, а англійською мовою — Rio Grande Games. У грі кожен гравець є власником зоопарку та повинен збирати тварин, щоб привабити відвідувачів (набираючи очки для перемоги). Заповнені або майже заповнені вольєри приносять більше очок. Однак, якщо у гравця занадто багато тварин і вони потрапляють у «стайні», це призводить до втрати очок. Торгові кіоски також надають можливість гравцям заробляти очки з незаповненими вольєрами.
Метод, який гравці використовують для збору тварин, базується на механіці карткової гри Coloretto (також розробленої Міхаелем Шахтом).

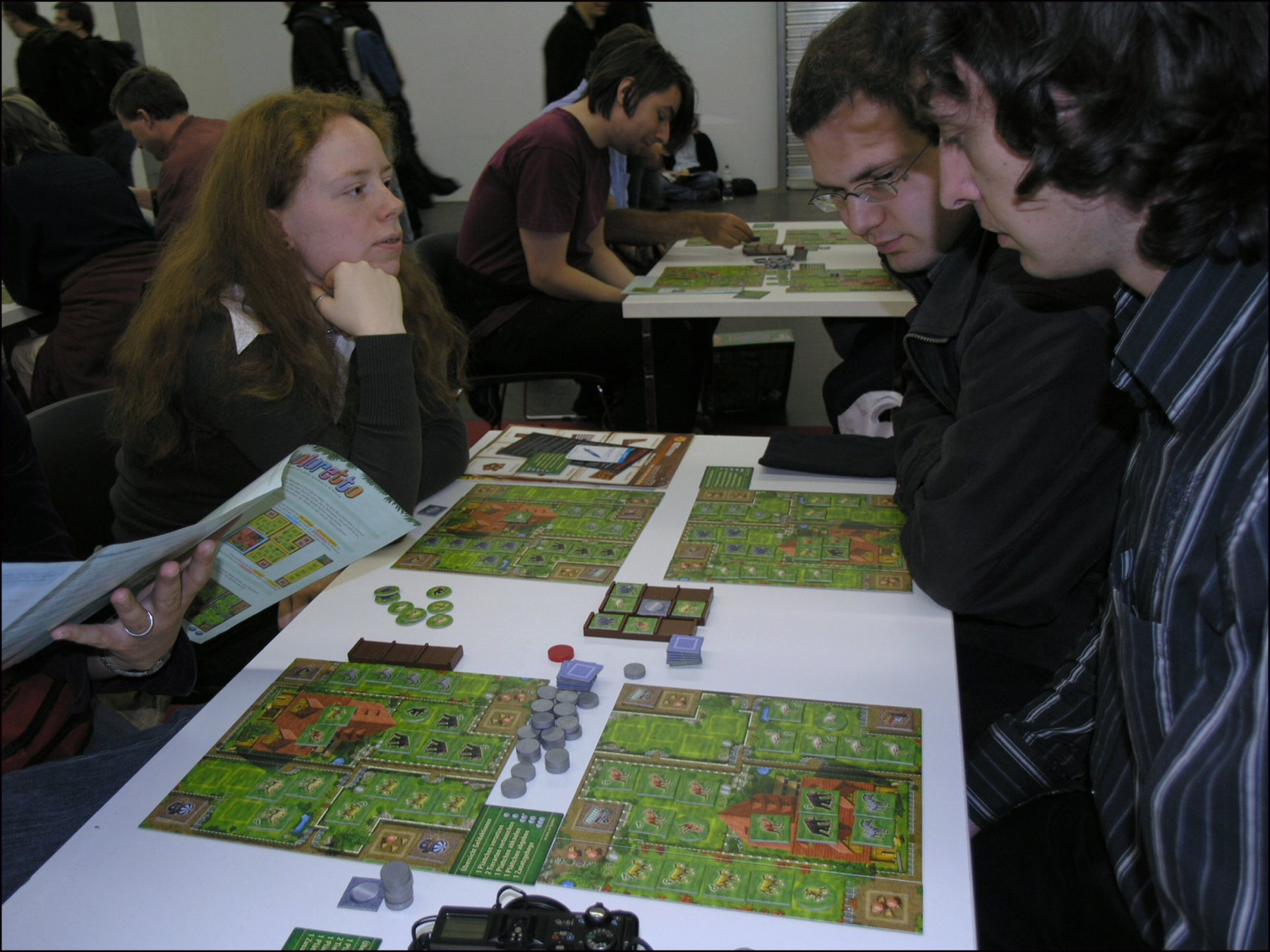
Гра Zooloretto на Ессенському ярмарку 2007 року

## Розширення та спін-офи
Було випущено три великі розширення: XXL, Exotic та Boss. Існує багато малих розширень, багато з яких доступні для безкоштовного завантаження на сайті видавця. Серед них додаткові вольєри для тварин, контактний зоопарк, ресторан, сувенірна крамниця та павільйони, кожен з яких пропонує різні можливості для гравців заробляти очки або гроші. Додаткове велике розширення, Aquaretto, може гратися як окрема гра або в поєднанні з Zooloretto.

## Цифрові версії
Версія для iPhone та iPod Touch була розроблена компанією SpinBottle Games та випущена Chillingo у травні 2009 року.
Zooloretto для ПК (включаючи цифрову версію через Steam) була розроблена White Bear Studios та випущена у 2011 році. Версії для Nintendo DS та Wii були заплановані, але скасовані. Гра має режим одиночної кампанії та багатокористувацький режим. Грати можна (як і в настільну гру) з п'ятьма місцевими гравцями, без опції онлайн.

## Нагороди
- Переможець Spiel des Jahres 2007 року[2]
- Переможець Golden Geek Award 2007 року в номінаціях «Найкраща сімейна гра» та «Найкраща дитяча гра»[3]
- 5 місце в Deutscher Spiele Preis 2007 року[4]
- Фіналіст гри року у Фінляндії 2007 року[4]
- Spieleblitzlichter 2007 в Австрії[4]
- Japan Boardgame Prize 2007 за «Найкращу іноземну гру для початківців»[5]